# 富陽公主 (劉宋)
富陽公主（?—?），是中国南北朝宋武帝刘裕第六女，名字和生母是不详。
富陽公主嫁给了刘宋开国功臣徐羡之的儿子徐乔之，徐乔之官至竟陵王文学。426年，徐羡之被宋文帝诛杀，徐乔之同时被杀。富陽公主或即是豫章公主刘欣男，刘欣男前夫徐乔为徐乔之误写，刘欣男后来改嫁何瑀。